# Lista okrętów Royal Navy, H
Ta sekcja listy okrętów Royal Navy zawiera wszystkie okręty Royal Navy których nazwa zaczyna się od H.
Aby zobaczyć wyłącznie listę okrętów obecnie pozostających w służbie, zobacz Lista obecnie służących okrętów Royal Navy
W wielu przypadkach nazwa była używana wielokrotnie dla wielu jednostek na przestrzeni wieków. Jeżeli tak było, to po kliknięciu na nazwę powinno się wyświetlić hasło zawierające spis wszystkich jednostek noszących taką nazwę.
- „(H)1”
- „(H)2”
- „(H)3”
- „(H)4”
- „(H)5”
- „(H)6”
- „H1”
- „H2”
- „H3”
- „H4”
- „H5”
- „H6”
- „H7"
- „H8”
- „H9”
- „H10”
- „H11”
- „H12”
- „H13”
- „H14”
- „H15”
- „H16”
- „H17"
- „H18”
- „H19”
- „H20”
- „H21”
- „H22”
- „H23”
- „H24”
- „H25”
- „H26”
- „H27"
- „H28”
- „H29”
- „H30”
- „H31”
- „H32”
- „H33"
- „H34”
- „H35”
- „H36”
- „H37"
- „H38”
- „H39”
- „H40”
- „H41”
- „H42”
- „H43”
- „H44”
- „H45”
- „H46”
- „H47"
- „H48”
- „H49”
- „H50”
- „H51”
- „H52”
- „H53”
- „Haddock”
- „Hadleigh Castle”
- „Haerlem”
- „Haida”
- „Halberd”
- „Halcyon”
- „Haldon”
- „Half Moon”
- „Halifax”
- „Halladale”
- „Hallowell”
- „Halsham”
- „Halstarr”
- „Halstead”
- „Hamadryad”
- „Hambledon”
- „Hamilton”
- „Hampshire”
- „Hampton”
- „Hampton Court”
- „Handmaid”
- „Handy”
- „Hannam”
- „Hannibal”
- „Happy”
- „Happy Entrance”
- „Happy Ladd”
- „Happy Return”
- „Harereen”
- „Hardi”
- „Hardinge”
- „Hardrock”
- „Hardy”
- „Hare”
- „Harebell”
- „Harfruen”
- „Hargood”
- „Harland”
- „Harlech”
- „Harlequin”
- „Harman”
- „Harp”
- „Harpenden”
- „Harpham”
- „Harpy”
- „Harrier”
- „Harriot”
- „Harrow"
- „Hart”
- „Hartland”
- „Hartland Point”
- „Hartlepool”
- „Harvester”
- „Harwich”
- „Hastings”
- „Hasty”
- „Hatherleigh”
- „Haughty”
- „Havannah”
- „Havant”
- „Havelock”
- „Haversham”
- „Havick”
- „Havock”
- „Hawea”
- „Hawk”
- „Hawke”
- „Hawkins”
- „Hawthorn”
- „Haydon”
- „Hayling”
- „Hazard”
- „Hazard Prize”
- „Hazardous”
- „Hazleton”
- „Heart of Oak”
- „Heartsease”
- „Hearty”
- „Heather”
- „Hebe”
- „Herbrus”
- „Hecate”
- „Hecla”
- „Hector”
- „Hedingham Castle”
- „Heir Apparent”
- „Helder”
- „Helderenberg”
- „Heldin”
- „Helena”
- „Helford”
- „Helicon”
- „Heliotrope”
- „Helmsdale”
- „Helmsley Castle”
- „Helverson”
- „Hemlock”
- „Henrietta”
- „Henrietta Maria”
- „Henry”
- „Henry Galley”
- „Henry Grace a Dieu”
- „Henry of Hampton”
- „Henry Prize”
- „Henryville”
- „Hepatica”
- „Herald”
- „Hercules”
- „Hereward”
- „Hermes”
- „Hermione”
- „Herne Bay”
- „Hero”
- „Heroine”
- „Heron”
- „Hespeler”
- „Hesper”
- „Hesperus”
- „Hestor”
- „Heureux”
- „Hever Castle”
- „Hexham”
- „Hexton”
- „Heythorp”
- „Hibernia”
- „Hibiscus”
- „Hickleton”
- „Highburton”
- „Highflyer”
- „Highlander”
- „Highway”
- „Hilary”
- „Hildersham”
- „Hillary”
- „Himalaya”
- „Hinchinbrook”
- „Hind”
- „Hindostan”
- „Hindustan”
- „Hinksford”
- „Hippomenes”
- „Hirondelle”
- „Hobart”
- „Hodgeston”
- „Hogue”
- „Holcombe”
- „Holderness”
- „Holdernesse”
- „Holighose”
- „Holigost”
- „Holigost Spayne”
- „Holland 1”, may be H1 or (H) 1 or HMSubmarine 1 or submarine H-1
- „Hollesley Bay”
- „Holly”
- „Hollyhock”
- „Holm Sound”
- „Holmes”
- „Holstein”
- „Honesty”
- „Honeysuckle”
- „Hongkong”
- „Hood”
- „Hope”
- „Hope Prize”
- „Hopewell”
- „Horatio”
- „Hornby”
- „Hornet”
- „Hornpipe”
- „Horseman”
- „Horsleydown”
- „Hoste”
- „Hostile”
- „Hotham”
- „Hotspur”
- „Houghton”
- „Hound”
- „House de Swyte”
- „Hoverfly”
- „Hovingham”
- „Howe”
- „Howett”
- „Howitzer”
- „Hubberston”
- „Hugh Lindsay”
- „Hugh Rose”
- „Hughes”
- „Hulvul”
- „Humber”
- „Humberstone”
- „Hunter”
- „Huntley”
- „Huntsville”
- „Huron”
- „Hurricane”(inne języki)
- „Hursley”
- „Hurst”
- „Hurst Castle”
- „Hurworth”
- „Hussar”
- „Hyacinth”
- „Hyaena”
- „Hyderabad”
- „Hydra”
- „Hydrangea”
- „Hygeia”
- „Hyperion”
- „Hythe”